# Résolution 1023 du Conseil de sécurité des Nations unies
Membres permanents
- Chine
- États-Unis
- France
- Royaume-Uni
- Russie

Membres non permanents
- Allemagne
- Argentine
- Botswana
- Honduras
- Indonésie
- Italie
- Nigéria
- Oman
- République tchèque
- Rwanda

Résolution no 1022 Résolution no 1024
La résolution 1023 du Conseil de sécurité des Nations unies, adoptée à l'unanimité le 22 novembre 1995, rappelle toutes les résolutions sur les conflits en ex-Yougoslavie. Le Conseil prend note de l'« Accord de base sur la région de Slavonie orientale, Baranya et Syrmie occidentale » entre le gouvernement de Croatie et les représentants serbes locaux.
Le Conseil de sécurité a de nouveau souligné la nécessité d'une solution politique négociée aux conflits en ex-Yougoslavie, y compris la reconnaissance mutuelle des États sur le territoire. Il note également que la Slavonie orientale, Baranya et Syrmie occidentale (connu sous le nom de Secteur Est) fait partie intégrante de la Croatie. L'accent est mis sur le respect des droits de l'homme et des libertés fondamentales dans ces régions.
L'« Accord de base sur la région de Slavonie orientale, Baranya et Syrmie occidentale » signé le 12 novembre 1995 est accueilli favorablement, ainsi que la demande de création d'une autorité transitoire des Nations unies ainsi que d'une force internationale. Toutes les parties sont invitées à coopérer entre elles et avec l'Opération de rétablissement de la confiance des Nations unies.